# Serradell (Sant Joan les Fonts)
Serradell és una masia situada al municipi de Sant Joan les Fonts, a la comarca catalana de la Garrotxa.